# Kebonmanggu
Kebonmanggu is een bestuurslaag in het regentschap Sukabumi van de provincie West-Java, Indonesië. Kebonmanggu telt 5599 inwoners (volkstelling 2010).